# Culicoides rariradialis
Culicoides rariradialis är en tvåvingeart som beskrevs av Gupta 1963. Culicoides rariradialis ingår i släktet Culicoides och familjen svidknott. Inga underarter finns listade i Catalogue of Life.